# Селвапијана (Форли-Чезена)
Селвапијана је насеље у Италији у округу Форли-Чезена, региону Емилија-Ромања.
Према процени из 2011. у насељу је живело 108 становника. Насеље се налази на надморској висини од 566 м.